# Lerista eupoda
Espèce
Lerista eupoda est une espèce de sauriens de la famille des Scincidae.

## Répartition
Cette espèce est endémique d'Australie-Occidentale en Australie.

## Publication originale
- Smith, 1996 : A new species of Lerista (Lacertilia: Scincidae) from Western Australia, Lerista eupoda. Journal of the Royal Society of Western Australia, vol. 79, no 2, p. 161-164 (texte intégral).